# 吉列爾莫·加西亞·洛佩斯
吉列爾莫·加西亞·洛佩斯（Guillermo Garcia Lopez，1983年6月4日—），是一位西班牙職業網球運動員。於2002年轉為職業選手。迄今職業生涯最高世界排名第57名。他獲得過兩項賽事冠軍，且皆為紅土賽事。大滿貫賽事中最好成績為第四輪（澳網）。

## 外部連結
- 官方网站
- 吉列爾莫·加西亞·洛佩斯（英文/西班牙文）的官方資料
- 吉列爾莫·加西亞·洛佩斯的國際網球總會 職業／青少年 官方資料（英文）
- 吉列爾莫·加西亞·洛佩斯的官方資料（英文）